# Fun Lovin' Criminals
Fun Lovin' Criminals (в превод: Обичащи забавлението престъпници), често наричани само по инициалите на името си FLC, е американска алтернативен рок група от Ню Йорк.
Музикалният им стил е еклетричен, включващ стилове като хип-хоп, рок, фънк, блус и джаз. Песните им често се занимават с живота в града, в частност Ню Йорк доста често, но и като цяло градския живот. Разработват проблеми като организирана престъпност, дрогиране за развлечение, насилие, глад и политика. Често са сравнително екзистенциални, но в същото време сатирични и хумористични. Най-големият им хит е Scooby Snacks, който включва откъси от филми на Куентин Тарантино.
Групата набира популярност по цял свят, особено в северозападна Европа, с издаването на първите им два албума в началото на деветдесетте.

## История
Групата е сформирана през 1993 от Хюи Морган, Брайън Лейзър и Стийв Борговини след като Лейзър, който вече се познавал с Борговини, среща Морган в бар, в който и двамата работели. Тримата се събрали и свирели в бара, когато уговорени изпълнители не се появели. По време на именно едно такова изпълнение те привлекли вниманието на EMI, откъдето им предложили договор за лейбъл.
Дебютният им албум Come Find Yourself излиза през 1995 и, въпреки лошото си представяне в САЩ, се продава много добре по света, достигайки седма позиция във Великобритания. Благодарение на успеха си именно там, те не са изоставени от звукозаписната си компания и дори записват втория си албум, 100% Colombian, докато все още провеждат интензивно турнето си. И този албум обаче се представя жалко в Щатите, поради което договорът им с лейбъла пропада.
По това време, през 1999, Стийв Борговини напуска групата. На негово място отначало идва Максуел Джейсън, отначало само временно, в случай че Борговини се върне. Третият студиен албум на групата Loco излиза през 2001, когато и става ясно, че Борговини няма да се върне. Поради тази причина неговото място е заето за постоянно от Марк Рейд от Лейчъстър, Великобритания.
От тогава насам съставът е постоянен. Групата прави турнета и записва нови и нови материали.
Издават шестия си албум Classic Fantastic на 1 март 2010. Европейското им турне започва на 6 март 2010.

## Музика
Come Find Yourself, първият албум на групата, излиза през 1995 чрез Capitol Records. Включва Scooby Snacks, най-големият им хит дотогава. Освен това, в албума са включени откъси от филми на Куентин Тарантино, смесени с рап мотиви и изпяти припеви. Песните се отнасят предимно за Ню Йорк, включително за Нюйоркското метро L („Bombin' the L“), Кони Айлънд (Coney Island Girl) и мафиотския бос Джон Готи (King of New York), както и още много малки препратки в останалите песни. Come Find Yourself прави бавно изкачване във Великобритенските класации, като най-накрая дости седма позиция. За сметка на това обаче, не участва в класации в САЩ. Успехът на албума предопределя повторното пускане на Scooby Snacks като сингъл, който този път достига №12, десет позиции по-нагоре от предното класиране.
100% Colombian, издаден през 1998 чрез Virginia Records, има доста по-твърд звук. Korean Bodega е най-големият хит на албума. Достига 15-а позиция, най-високо класиралия се хит след повторното пускане на Scooby Snacks.
През 1999 излиза албумът им Mimosa, в който са включени кавъри и различни версии на по-рано издадени песни. Продава се добре, но за онова време е този с най-ниските продажби и остава така за няколко години.
Две години по-късно групата издава Loco, включващ хитовия сингъл Loco. Този сингъл е най-големият им дотогава, класирайки се на пета позиция във Великобритания.
Последният албум, излязъл чрез EMI, е Bag of Hits (2002). Пуснат е в едно- и двудисков формат, като втория диск съдържа пълни ремикси на песни на FLC от други изпълнители. EMI пуска албума в двудисков формат срещу волята на групата, но въпреки това, той достига единадесета позиция в класациите.
След като се разделят с EMI, FLC подписват със Sanctuary Records, чрез които издават шестия си студиен албум Welcome to Poppy's. Албумът получава силни, но не твърде добри, отзиви и като цяло се класира зле.
От EMI продължили да издават непубликувани дотогава песни на бандата, но самата тя издава албум чак през 2005 – Livin' In The City. Той е като любовно писмо за Ню Йорк, с множеството си обръщения и препратки към него.

## Дискография

### Студийни албуми
| Година | Албум | Позиции в класации | Позиции в класации |
| Година | Албум | Великобритания     | САЩ                |
| ------ | --- | ------------------ | ------------------ |
| 1996   | Come Find Yourself - Дата на излизане: 20 февруари 1996 - Лейбъл: Capitol Records/Chrysalis/EMI/Silver Spotlight Records | 7                  | 144                |
| 1998   | 100% Colombian - Дата на излизане: 31 август 1998 - Лейбъл: Capitol Records/Chrysalis/EMI                                | 3                  | –                  |
| 2001   | Loco - Дата на излизане: 6 март 2001 - Лейбъл: EMI                                                                       | 5                  | –                  |
| 2003   | Welcome to Poppy's - Дата на излизане: 9 септември 2003 - Лейбъл: Sanctuary Records                                      | 20                 | –                  |
| 2005   | Livin' In The City - Дата на излизане: 16 август 2005 - Лейбъл: Sanctuary Records                                        | 57                 | –                  |
| 2010   | Classic Fantastic - Дата на излизане: 1 март 2010 - Лейбъл: Kilohertz                                                    | 112                | –                  |

### Компилации
| Година | Албум | Позиции в класации |
| Година | Албум | Великобритания     |
| ------ | --- | ------------------ |
| 1999   | Mimosa - Дата на излизане: 7 декември 1999 - Лейбъл: Capitol Records/Chrysalis/EMI - Забележка: Колекция с нов материал и В-страна | 37                 |
| 2002   | Bag of Hits - Дата на излизане: 9 юли 2002 - Забележка: По-раншните издания включват диск с ремикси                                | 11                 |
| 2003   | Scooby Snacks: The Collection - Дата на излизане: 8 юли 2003 - Забележка: Колекция                                                 | –                  |
| 2004   | A's, B's and Rarities - Дата на излизане: 2 март 2004 - Забележка: Пакет от 3 CD-та                                                | –                  |

### Сингли
| Година | Заглавие                          | Албум                       | Позиция в класации | Позиция в класации | Позиция в класации |
| Година | Заглавие                          | Албум                       | Великобритания     | Ирландия           | САЩ                |
| ------ | --------------------------------- | --------------------------- | ------------------ | ------------------ | ------------------ |
| 1996   | The Grave And The Constant        | Come Find Yourself          | 72                 | –                  | –                  |
| 1996   | Scooby Snacks                     | Come Find Yourself          | 22                 | –                  | 14                 |
| 1996   | „The Fun Lovin' Criminal“         | Come Find Yourself          | 26                 | –                  | –                  |
| 1997   | King Of New York                  | Come Find Yourself          | 28                 | –                  | –                  |
| 1997   | „I'm Not In Love“ / Scooby Snacks | Mimosa / Come Find Yourself | 12                 | 27                 | –                  |
| 1998   | Love Unlimited                    | 100% Colombian              | 18                 | –                  | –                  |
| 1998   | Big Night Out                     | 100% Colombian              | 29                 | –                  | –                  |
| 1999   | Korean Bodega                     | 100% Colombian              | 15                 | –                  | –                  |
| 2001   | Loco                              | Loco                        | 5                  | 22                 | –                  |
| 2001   | Bump / Run Daddy Run              | Loco                        | 50                 | –                  | –                  |
| 2003   | Too Hot                           | Welcome to Poppy's          | 61                 | –                  | –                  |
| 2003   | Beautiful                         | Welcome to Poppy's          | 132                | –                  | –                  |
| 2005   | Mi Corazon                        | Livin' In The City          | 182                | –                  | –                  |
| 2010   | Classic Fantastic                 | Classic Fantastic           | –                  | –                  | –                  |